# The Fire of Awakening
The Fire of Awakening – siódmy album studyjny polskiej grupy muzycznej Graveland. Wydawnictwo ukazało się w 2003 roku nakładem wytwórni muzycznej No Colours Records. Nagrania zostały zarejestrowane pomiędzy 2002 a 2003 rokiem w Eastclan Forge Studio oraz DSP Studio.

## Lista utworów
Opracowano na podstawie materiału źródłowego.
1. "We Shall Prevail" (sł. Rob Darken, muz. Rob Darken) - 09:53
2. "Battle of Wotan's Wolves" (sł. Aramath, muz. Rob Darken) - 08:40
3. "In the Sea of Blood" (sł. Rob Darken, muz. Rob Darken) - 07:29
4. "Die for Freedom" (sł. Rob Darken, muz. Rob Darken) - 10:45
5. "The Four Wings of the Sun" (sł. Rob Darken, muz. Rob Darken) - 10:48

## Wydania
| Rok  | Nr katalogowy | Format              | Wytwórnia           | Region  | Źródło |
| ---- | ------------- | ------------------- | ------------------- | ------- | ------ |
| 2003 | NC 064        | CD, Album, Jew      | No Colours Records  | Niemcy  | [ 3 ]  |
| 2003 | NC 064        | CD, Album, Ltd, A5  | No Colours Records  | Niemcy  | [ 3 ]  |
| 2003 | NC 064        | LP, Album, Ltd      | No Colours Records  | Niemcy  | [ 3 ]  |
| 2003 | NC 064        | LP, Album, Ltd, Whi | No Colours Records  | Niemcy  | [ 3 ]  |
| 2007 | SUNSET XXII   | Cass, Album, Ltd    | Night Birds Records | Ukraina | [ 3 ]  |